# Betty Jewel
Betty Jewel (nacida Julia Baroni; Omaha, Nebraska; 29 de abril de 1899 – Alton, Illinois; 20 de octubre de 1963) fue una actriz estadounidense activa en los años 20.

## Biografía
Betty nació en Omaha de padre italiano, Attilio, y madre francesa (que parece que murió cuando Betty era joven). Más tarde se graduó en un convento antes de decidir dedicarse al mundo del espectáculo. Al principio fue showgirl de Ziegfeld. Su padre, propietario de varios restaurantes italianos, consiguió que su hija conociera a D.W. Griffith a través de algunos de sus clientes.
Griffith se encariñó con ella y la bautizó como "The Third Orphan of the Storm" (las otras dos eran Dorothy y Lillian Gish). Pronto la contrató para participar en películas como The Silent Command y The New Commandment; más tarde se convertiría en estrella de westerns como The Mysterious Rider y Arizona Bound. Al parecer, pasó un año aprendiendo a montar a caballo en el parque Griffith de Los Ángeles, California, para prepararse para sus papeles en estos wésterns.
Se casó con Max Schlesinger en 1927; la pareja acabó divorciándose, momento en el que ella parece haberse retirado del negocio. Posteriormente se casó con Frank Elfred. También se la relacionó brevemente con el actor británico Ronald Colman.

## Filmografía
| - Orphans of the Storm (1921) - The Silent Command (1923) - Mile-a-Minute Romeo (1923) - The Necessary Evil (1925) - The New Commandment (1925) | - Partners Again (1926) - The Mysterious Rider (1927) - Arizona Bound (1927) - The Last Outlaw (1927) |